# Kabinet-Figl III
De Oostenrijkse bondsregering Figl III kwam op 28 oktober 1952 tot stand en bleef aan tot 25 februari 1953 (demissionair: 25 februari - 2 april 1953). De verkiezingen waren op 9 oktober 1949. De coalitie had 144 van de 165 zetels.
| Partij | Partij     | Ministers | Staatssecretarissen |
| ------ | ---------- | --------- | ------------------- |
|        | ÖVP        | 6         | 2                   |
|        | SPÖ        | 4         | 2                   |
|        | Partijloos | 1         | 0                   |

| Bondsminister              | Amtsdrager | Partij                        | Staatssecretaris                        |
| -------------------------- | --- | ----------------------------- | --------------------------------------- |
| Bondskanseliersambt        | Bondskanselier Leopold Figl Vice-kanselier: Adolf Schärf (zonder Portefeuille) Bondsminister (voor Buitenlandse Zaken) Karl Gruber | ÖVP SPÖ ÖVP                   |                                         |
| Binnenlandse Zaken         | Oskar Helmer | SPÖ                           | Ferdinand Graf (ÖVP) Andreas Korp (SPÖ) |
| Justitie                   | Josef Gerö | Partijloos (SPÖ sympathisant) |                                         |
| Onderwijs                  | Ernst Kolb | ÖVP                           |                                         |
| Sociale Zekerheid          | Karl Maisel | SPÖ                           |                                         |
| Financiën                  | Reinhard Kamitz | ÖVP                           |                                         |
| Land- en Bosbouw           | Franz Thoma | ÖVP                           |                                         |
| Handel en Wederopbouw      | Josef C. Böck-Greissau | ÖVP                           | Fritz Bock (ÖVP)                        |
| Verkeer en Staatsbedrijven | Karl Waldbrunner | SPÖ                           | Vinzenz Übeleis (SPÖ)                   |

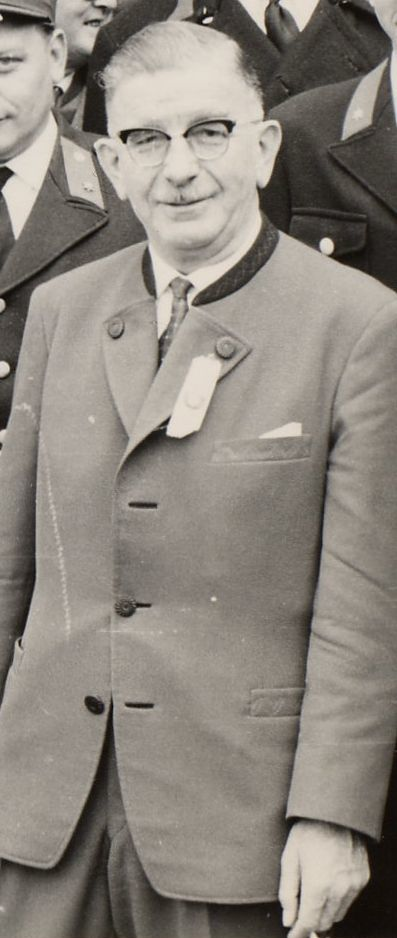
Bondskanselier Leopold Figl (ÖVP)
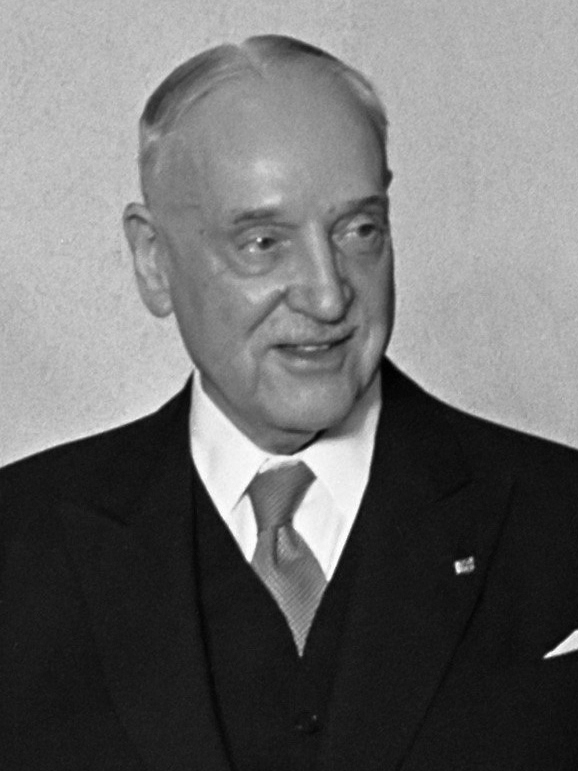
Vice-kanselier Adolf Schärf (SPÖ)

Renner · Figl I · Figl II · Figl III · Raab I · Raab II · Raab III · Raab IV · Gorbach I · Gorbach II · Klaus I · Klaus II · Kreisky I · Kreisky II · Kreisky III · Kreisky IV · Sinowatz · Vranitzky I · Vranitzky I · Vranitzky III · Vranitzky IV · Vranitzky V · Klima · Schüssel I · Schüssel II · Gusenbauer · Faymann I · Faymann II · Kern · Kurz I · Bierlein · Kurz II · Schallenberg · Nehammer · Stocker